# 普吕弗序列
在图论中，标号树的普吕弗序列（英語：Prüfer sequence）是由树唯一地产生的序列。n顶点的标号树有长n − 2的普吕弗序列，可以从一个简单的迭代算法得到。普吕弗序列在1918年首先由海因茨·普呂弗用来证明凯莱公式。

## 算法
一棵树要得到普吕弗序列，方法是逐次去掉树的顶点，直到剩下两个顶点。考虑树T，其顶点为{1, 2, ..., n}。在第i步，去掉标号最小的叶，并把普吕弗序列的第i项设为这叶的邻顶点的标号。
一棵树的序列明显是唯一的，而且长为n − 2。

这棵标号树有普吕弗序列{4,4,4,5}。

## 例子
把上述算法用在右图标号树。第一步，顶点1是最小标号的叶，因此首先去掉，普吕弗序列首项是"4"，接着去掉顶点2和3，"4"两次加进序列。顶点4现在是叶，去掉后剩下2个顶点，所以把"5"加进序列后结束。树的序列是{4,4,4,5}。

## 復原算法
从一个普吕弗序列，可以求得一棵树有这一普吕弗序列。
设这普吕弗序列长n − 2。首先写出数1至n。第一步，找出1至n中没有在序列中出现的最小数。把标号为这数的顶点和标号为序列首项的顶点连起来，并把这数从1至n中删去，序列的首项也删去。接着每一步以1至n中剩下的数和餘下序列重复以上步骤。最后当序列用完，把1至n中最后剩下的两数的顶点连起来。

## 应用
一棵树的序列明显地是唯一的，但比较不明显的是，一个长为n−2且每项都在1至n之间的序列S，有唯一的标号树以S为普吕弗序列。这个结果可以对n用数学归纳法证明。
从这结果立刻可知，普吕弗序列给出长n−2的序列和有n顶点的标号树之间的一一映射。长n−2的序列共有nn−2个，这样就证明了凯莱公式，就是n顶点的标号树共有nn−2棵。
这个结果可以推广：一棵标号树实际上是标号完全图的一棵生成树。对普吕弗序列加以限制。类似的方法可以得到标号完全二部图的生成树总数。若G是完全二部图，一部分的顶点标号1到n1，另一部分的顶点标号n1 + 1到n。G的标号生成树总数为{\displaystyle n_{1}^{n_{2}-1}n_{2}^{n_{1}-1}}，其中n2 = n − n1。